# Lipovik
Lipovik (in russo Липовик?) è una città situata nell'Oblast' di Arcangelo, nella Russia nordoccidentale. La città fa parte dell'insediamento rurale Municipal'noe obrazovanie Dvinskoe, che si trova nel distretto Cholmogorskij rajon.